# 노자

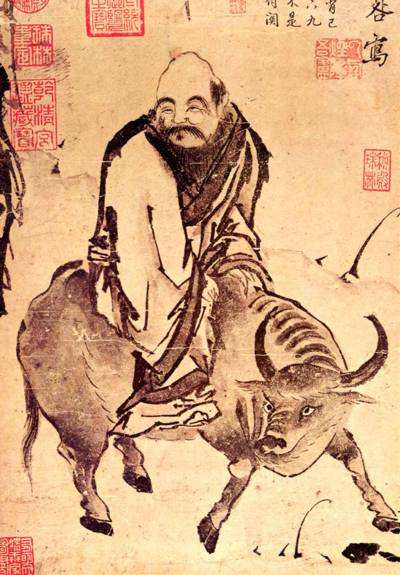
전설에 따르면 노자는 물소를 타고 주나라를 떠났다

노자(중국어: 老子, 병음: Lǎozǐ 라오쯔[*]; 문화어: 로자)는 춘추시대 초나라의 철학자로 전해지고 있다. 성은 이(李), 이름은 이(耳), 시호는 담(聃)이다.

## 생애
허난성 주구시 루이 현 사람으로 춘추 시대 말기 주나라의 관리였으나, 뒤에 관직을 버렸다.
그는 중국에서 우주의 만물에 대하여 생각한 최초의 사람으로, 그가 발견한 우주의 진리를 '도'(道)라고 이름지었다. 그 도를 중심으로 하는 신앙을 '도교'라고 하며, 그는 우주 만물이 이루어지는 근본적인 이치가 곧 '도'라고 설명하였다.

## 노자의 실체
사마천(司馬遷)은 《사기》에서 노자로 상정되는 인물이 3인이 있다고 하였다. (老子 韓非列傳). 첫째로 이이(李耳, 자는 담(聃=老聃)를 들었다. 그는 초나라 사람으로 공자가 예(禮)를 배운 사람이며, 도덕의 말 5천여 언(言)을 저작한 사람인데, 그의 최후는 알지 못한다고 한다. 다음에 든 사람은 역시 공자와 동시대의 노래자(老萊子)로서, 저서는 15편 있었다 한다. 세 번째 든 것은 주(周)의 태사담이라는 사람으로, 공자의 사후 100년 이상 경과한 때에 진(秦)의 헌공과 회담하였다고 한다. 결론적으로 ‘노자는 은군자(隱君子)’이며, 세상에서 말하는 노자라고 하는 이는 은자로서 그 사람됨을 정확히 알 수 없다.
후세에 노자라고 하면 공자에게 예를 가르쳤다고 하는 이이(李耳)를 생각하는 것이 상례이나, 이이라고 하는 인물은 도가의 사상이 왕성하던 시기에 그 사상의 시조로서 공자보다도 위인(偉人)이었다고 하기 위하여 만들어진 전설일지도 모르겠다.
펑유란(馮友蘭)은 노자가 전국시대의 사람이었다고 하는 것을 강하게 주장한다. 이에 근거하여 노자가 실존인물이라고 가정한다면 최소한 도덕경 죽간본(기원전 300년경) 이전일 수밖에 없으며, 한비자(기원전 280~233년)가 도덕경을 인용하였으므로 한비자보다 앞선다. 또 도덕경에는 유가사상을 비판하는 내용이 많은데, 이는 백서본(갑본은 전국시대 말기, 을본은 한나라 초기) 이후가 반유가적인 것이며, 죽간본은 덜하다.

## 사상
도는 성질이나 모양을 가지지 않으며, 변하거나 없어지지 않으며, 항상 어디에나 있다. 우리가 눈으로 볼 수 있는 여러 가지 형태의 우주 만물은 다만 도가 밖으로 나타나는 모습에 지나지 않는다는 것이 그의 사상이다.
그의 사상은 그의 저서 <노자 도덕경> 속에 있는 '무위 자연'이라는 말로 나타낼 수 있다. 사람이 우주의 근본이며, 진리인 도의 길에 도달하려면 자연의 법칙에 따라 살아야 한다는 것이 그의 '무위 자연' 사상이다. 즉, 법률·도덕·풍속·문화 등 인위적인 것에 얽매이지 말고 사람의 가장 순수한 양심에 따라, 있는 그대로의 모습을 지키며 살아갈 때 비로소 도에 이를 수 있다고 하였다.
그는 후세에 '도교의 시조'로 불리고, 그 사상은 '노장 사상' 또는 '도가 사상'으로 발전하여 유교와 함께 중국 정신 사상사에서 중요한 의의를 가지게 되었다.

## 노자 도덕경
노자의 말이라고 하여 오늘날 《노자》(老子道德經이라고도 한다) 상·하 2권 81장이 남겨져 있다. 거기서 기술되고 있는 사상은 확실히 도(道)의 본질, 현상계의 생활하는 철학이다. 예컨대 도를 논하여 이렇게 말한다.
'도(道)'는 만물을 생장시키지만 만물을 자신의 소유로는 하지 않는다. 도는 만물을 형성시키지만 그 공(功)을 내세우지 않는다. 도는 만물을 성장시키지만 만물을 주재하지 않는다'(10장). 이런 사고는 만물의 형성·변화는 원래 스스로 그러한 것이며 또한 거기에는 예정된 목적조차 없다는 생각에서 유래되었다.
노자의 말에 나타난 사상은 유심론으로 생각되고 있으나 펑유란은 도에 대해서는 사고방식은 일종의 유물론으로서 무신론에 연결되는 것이라고 한다. 그 이해는 뛰어난 것이다. 또 '도(道)는 자연(自然)의 순리를 따른다(法)'(55장)고 하는데 이것은 사람이 자기 의지를 가지고 자연계를 지배하는 일은 불가능함을 설명한 것이다. 이 이론은 유가(儒家)의 천인감응(天人感應)적 생각을 부정하는 것이기도 하다.
노자가 보인 인생관은 "유약한 자는 생(生)의 도(徒)이다" (76장). "유약은 강강(剛強)에 승한다."(36장) "상선(上善)은 물과 같다. 물은 흘러서 만물을 이롭게 하지만 다투지 않는다. 그러면서 뭇 사람들이 싫어하는 곳에 처한다. 때문에 도에 가깝다"(8장), "천하의 유약하기는 물보다 더한 것이 없다"(78장) 등의 구절에서 보듯이 어디까지나 나를 내세우지 않고 세상의 흐름을 따라 세상과 함께 사는 일을 권하는 것이다. 그러한 사상을 겸하부쟁(謙下不爭) 이라고 하는 말로써 환언(換言)하고 있다.
노자는 또 "도(道)는 일(一)을 생하고 일은 이(二)를 생하고 이는 삼(三)을 생하고 삼은 만물을 생한다."(42장)고 하는 식의 일원론적인 우주생성론을 생각하고 있었다.

## 시호
당나라의 현종에 의해 대성조(大聖祖)로 추존되었으며, 송 진종에 의해 태상노군혼원상덕황제(太上老君混元上德皇帝)로 추존되었다.

## 참고 문헌
- 이 문서에는 다음커뮤니케이션(현 카카오)에서 GFDL 또는 CC-SA 라이선스로 배포한 글로벌 세계대백과사전의 내용을 기초로 작성된 글이 포함되어 있습니다.
- 모로하시 테츠지, 공자 노자 석가, 심우성 역
- Renard, John (2002). 《101 Questions and answers on Confucianism, Daoism, and Shinto》. New York, NY: Paulist Press. ISBN 0-8091-4091-8.